# Martín el gautxo
 Martín el gautxo  (títol original en anglès:Way of a Gaucho) és una pel·lícula estatunidenca de Jacques Tourneur estrenada el 1952. Ha estat doblada al català.

## Argument[2]
1875, Argentina. Les aventures del gautxo Martin Peñalosa en lluita contra l'autoritat, i els seus amors amb Teresa Chavez, una aristòcrata. Després d'assabentar-se de la mort del seu pare, Miguel decideix tornar amb la seva família i els seus amics. Durant la festa que se celebra, hi ha una lluita a mort, en la que el seu amic Martín mata el seu rival.

## Repartiment
- Rory Calhoun: Martín Peñalosa
- Gene Tierney: Teresa Chávez
- Richard Boone: Major Salinas
- Hugh Marlowe: Don Miguel Aleondo
- Everett Sloane: Falcón
- Enrique Chaico: pare Fernández
- Jorge Villoldo: Valverde

## Producció
- Originalment estava previst que Henry King dirigís la pel·lícula, amb Tyrone Power al paper principal. King finalment no pogué fer la pel·lícula, no volent anar a l'Argentina mentre la seva dona estava malalta.[3] Power va refusar el paper, no volent interpretar més papers de costums.[4]
- La pel·lícula va ser rodada a l'Argentina, en gran part perquè els beneficis que havia fet la Fox en aquest país no podien ser repatriats als Estats Units per un control de canvis.[3]